# Nunnesångare
Nunnesångare (Pseudoalcippe) är ett fågelsläkte i familjen sylvider inom ordningen tättingar. Släktet omfattar här två arter som förekommer lokalt i Afrika söder om Sahara:
- Bergnunnesångare (P. abyssinica)
- Ruwenzorinunnesångare (P. atriceps) – behandlas ofta som underart till abyssinica[3]

DNA-studier visar att arterna är nära besläktade med trädgårdssångare (Sylvia borin) och svarthätta (S. atricapilla) och vissa inkluderar dem därför i Sylvia.